# Tormento del agua

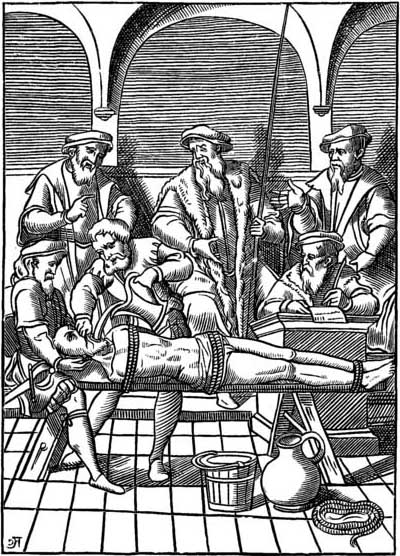
Tormento del agua — Grabado de la obra de J. Damhoudère Praxis Rerum Criminalium, Amberes, 1556.

El tormento del agua, toca o cura de agua es una modalidad de tortura que consiste en atar al prisionero a una escalera inclinada o a un bastidor, con la cabeza más baja que los pies, introducirle un paño (o toca) en la boca y a continuación y lentamente echarle con un cántaro, agua que debía tragar hasta que reventara.

## Historia
Fue uno de los tres procedimientos de tortura más empleados por la Inquisición española junto con la «garrucha» y el «potro». Para verter el agua sobre la boca se utilizaba un cántaro de algo más de un litro de capacidad. Según las Instrucciones que debían cumplir los inquisidores —debían estar presentes en la sesión de tortura junto con el escribano forense y el verdugo— no se podían administrar a un prisionero más de ocho cántaros en una misma sesión. Con este método de tortura no se incumplía una de las "reglas" de la tortura inquisitorial: que se derramara sangre o se mutilara al acusado.
Según un tratadista castellano del siglo XVII el tormento de la toca consistía en "meter al reo una toca por el gaznate... y con ella para que entre en el cuerpo, le echan algunos cuartillos de agua".